# 瞬感パズループ
『瞬感パズループ』（しゅんかんパズループ）は、2006年3月2日に任天堂が発売したニンテンドーDS用ゲームソフト。 ミッチェル開発『パズループシリーズ』の1つ。同じ色の「ジュエルストーン」を揃えて消すアクションパズルゲーム。ニンテンドーDS Liteと同時発売された。アメリカでは同年6月5日、ヨーロッパでは2007年1月6日に発売された。

## ルール
タッチペンをスライドし、発射台にある「ジュエルストーン」をはじくように発射して、レールにある同じ色のジュエルストーンを3つ以上揃えれば消える。レールの端にあるデッドホールにジュエルストーンが届いてしまうとゲームオーバー。同じ色のジュエルストーンは磁石のように引き付けあう性質があるので、それを利用して連鎖やデッドホールの近くに取り残されたジュエルストーンを戻すことが可能。
後述の条件で選択できる砲台操作は、十字キー左またはLボタンで左回転、十字キー右またはRボタンで右回転、ストーンの発射はAボタン。クエストの砲台が複数あるステージではBボタンで砲台を切り替える。

## ゲームモード
以下に詳しいゲームモードの説明がある。
- チャレンジモード
- クエストモード
- チェックメイトモード
- バーサスモード
- オプション

## チャレンジモード

### 概要
1人用。ジュエルストーンをひたすら消すモード。ジュエルストーンを消していくごとにレベルが上がり、レベル10ごとにロケットとマルチカラーボムが出現。レベル99の時にロケットを壊すとクリアとなる。ロケットは高速でストーンを押してくるので、早めに壊さなければいけない。ロケットに直接ジュエルストーンを当てるか、ロケットが押しているジュエルストーンを全て消せばロケットは壊せる。後者のやり方でロケットを壊すとスコアが多く手に入る。クリアするとエンドクレジットが流れる。ジュエルストーンにスタッフの名前がアルファベットで書かれており、それを消して遊べるというもの。

### レベル
チャレンジモードのレベルには、以下の4種がある。最初はTRAININGとNORMALしか遊べず、NORMALをクリアするか数回プレイすればHARDが、HARDをクリアするか数回プレイすればSPECIALが遊べるようになる。しかし、『通勤ヒトフデ』をGBAカートリッジに挿していると何もしなくとも全てのレベルが遊べるようになる（ただし『通勤ヒトフデ』を挿している状態のみである。『通勤ヒトフデ』を抜いてしまうとHARDとSPECIALは遊べなくなるが、記録は抹消されない模様）。
TRAINING（トレーニング）
最初から遊べる。チャレンジの基礎となるレベル。ジュエルストーンの進行速度が遅く初心者向け。レベルが上がるとジュエルストーンの色の種類が増えるが、最大で青・赤・黄色・水色の4種類のみ。
NORMAL（ノーマル）
最初から遊べる。レールなどはTRAININGと全く同じであるが、ジュエルストーンの出現種類がTRAININGより多く、ジュエルストーンの進行速度が少々速い。ジュエルストーンの色には青・赤・黄色・水色・紫・緑・黒・白の8色がある。
HARD（ハード）
NORMALモードをクリアするか10回以上遊ぶと出現。今までの2つのレベルとは違って、ジュエルストーンが同時に2つのレールから流れてくる。一方に集中しすぎるともう一方が危険になる。ゲーム中唯一デッドホールが2つあるステージでもある。
SPECIAL（スペシャル）
HARDモードをクリアするか20回以上遊ぶと出現。レールは渦巻きだが通常よりかなり細長い。だが、今までの3レベルとは違って、ジュエルストーンの色の種類の増える速度が2倍もしくはそれ以上。

## クエストモード

### 概要
1人用。さまざまな仕掛けがあるステージで遊べるモード。レール（1レールとは限らず最大4レールまである）を流れてくる全てのジュエルストーンを消すとステージクリア。各レールの最終ジュエルストーンは周りが光り最後のジュエルストーンを表す。発射台が複数あるステージはどの発射台からも発射することが可能。ただし一つの発射台からストーンを発射すると他の発射台のストーンも入れ替わる。全60ステージ。10ステージごとにボーナスステージとボスステージが出現する。デッドホールには「メタモルメタル」がはめ込まれていて、上手く連鎖をしていくと、銅、銀、金へと変化していく。全てのステージで銀以上を取ると砲台操作（ボタン操作）で遊べるようになり、全てのステージで金を取ると全ての隠し要素が一挙に出現する。上画面にはクエストナンバー、現在の得点、セッションの中での最大連鎖数が表示されており、残りのジュエルストーンの大凡の数も表示されている。なお、SLOT、KIRIKAE-KI、SMOKE、WATER、WIND（全て下記を参照）があるステージでは特有の表示になり、設置される仕掛けによって2種類のBGMのどちらかが流れる（WATERのみ専用BGM）。ベースとなるステージ自体は20種類で、これらを3周することになる（登場の度に仕掛けが追加される。また、周回するごとに発射台の数が減ったり、仕掛けや発射台の場所が変更されたりする）。

### 仕掛け
SLOT（スロット）
この仕掛けがあるステージでは画面の左下、左上、右上にスロットの穴が設置されている。スロットの穴にジュエルストーンを入れると上画面のスロットが起動し、絵柄が揃うとその絵柄のアイテムを入手できる。
KIRIKAE-KI（キリカエキ）
クエスト10で初登場。この仕掛けがあるステージではレールが途中で2方向に分岐しており、その上に仕掛けとなる特殊なレールが設置されている。仕掛けとなるレール上にジュエルストーンが乗った状態になって暫くすると、上画面の状態を示すランプが赤く変化して特殊なレールの向きが変化し、ジュエルストーンが流れるレールが変化する。
POINT BARRIER（ポイントバリア）
クエスト21で初登場。この仕掛けがあるステージにはレールの無い部分に球状のバリアが存在し、これに当たったジュエルストーンは弾かれてしまって、使えなくなってしまう。
LINE BARRIER（ラインバリア）
クエスト23で初登場。この仕掛けがあるステージにはレールの無い部分に石が存在し、一定時間ごとに石を伝って壁状のバリアが発生する。一定時間でバリアの線が変わる。複数あり、2つ以上が同時に起動する場合がある。
WHITE HOLE（ホワイトホール）
クエスト25で初登場。この仕掛けがあるステージにはレールの無い場所に白いエフェクトが存在し、この白いエフェクトの付近を通ったジュエルストーンは進行方向を捻じ曲げられてしまう。進行方向を捻じ曲げる効果を利用すれば直接ジュエルストーンを発射することが出来ない場所にもジュエルストーンを発射することができる。
BLACK HOLE（ブラックホール）
クエスト25で初登場。この仕掛けがあるステージにはレールの無い場所に黒いエフェクトが存在し、この黒いエフェクトの付近を通ったジュエルストーンはエフェクトの中に吸い込まれてしまう。吸い込まれている間は次のストーンを発射できない。
SMOKE（スモーク）
クエスト27で初登場。この仕掛けがあるステージでは上画面に穴が設置されており、ゲーム開始直後煙を噴射し視界不良とさせる。その後は一定時間ごとに煙を放射する。スモークはタッチペンでこするかマイクに息を吹きかけると消える。
WATER（ウォーター）
クエスト41で初登場。この仕掛けがあるステージでは画面全体が水で満たされている。視界不良になり発射したジュエルストーンの速度を大幅に低下させる。なお、水が干上がったり、水位が変化したりすることはない。またこの仕掛けがあるステージでは専用のBGMが流れる。
VIRUS（ウイルス）
クエスト43で初登場。この仕掛けがあるステージでは一定時間ごとに画面外からウイルスが出現する。ウイルスに取り付かれてしまったジュエルストーンはおじゃまストーンに変化してしまう。おじゃまストーンは隣接するジュエルストーンが消えるときに誘発して消える。スロットのリールにもあり、揃ってしまうとウイルスが送り込まれてしまう。ウイルスは直接ジュエルストーンを当てると消える。
WIND（ウィンド）
クエスト44で初登場。この仕掛けがあるステージでは上画面から風が送り込まれている。この風ジュエルストーンを吹き飛ばして横へ発射したジュエルストーンをやや下に運んでしまいコントロールを悪化させる。下に発射すると大幅にスピードが上昇し、上に発射すると大幅にスピードが下降する。

### ボーナスステージ
ステージ10、30、50の後に出現。コインをできるだけ集めるステージ。渦巻きのシンボルが描かれているボスにジュエルストーンを当てるとコインを6枚落とす。コインはジュエルストーンを直接当てることで入手可能。制限時間60秒。だが1枚も集めなくても次のステージに行くことは可能。ステージが進むごとにボスの動きが複雑になる。

### ボスステージ
ステージ20、40、60の後に出現。ボス（ボーナスステージのものと色が異なる）がジュエルストーンを出してくるので、それを全て壊すステージ。制限時間99秒。だがその前に発射台にジュエルストーンがぶつかってしまうとその時点でゲームオーバー。ステージが進むごとにジュエルストーンの流れる方向が複雑になる。ステージ60の後のボスは倒すと「Quest mode all clear!」のメッセージが表示されエンディングに突入する。

## チェックメイトモード

### 概要
1人用。定められた個数のジュエルストーンを全て使って、レール上にあるジュエルストーンを全てクリアするとチェックメイト（クリア）となる。定められたジュエルストーンで全て消せなかったり発射したジュエルストーンが画面外に流れ出てしまったりすべて消した時点で発射台にジュエルストーンが残っていたりジュエルストーンがデッドホールまで届いてしまうとゲームオーバー。全60ステージ。初めは1～10まで選択できて、以降8ステージずつ解くごとに10ステージ区切りで新たなステージが出現する。チェックメイトモードでは、3つめ以降に出現するジュエルストーンは上画面のストックストーンという所に全て表示される。ジュエルストーンは時間とともにデッドホールに迫ってくることはないので、じっくり考えることが可能。

## アイテム
マルチカラーボム
当たったジュエルストーンと同じジュエルストーンを全て消してくれる。チャレンジやチェックメイトの場合は発射台から、クエストではスロットの景品で出現したり、レール上を流れてくる。
スロー
クエストで出現。一定時間ストーンの前進速度を下げるアイテム。レールから流れてくる他、スロットからも入手可能。
ストップ
クエストで出現。一定時間ストーンの進行を停止するアイテム。レールから流れてくる他、スロットからも入手可能。
リバース
クエストで出現。一定時間ストーンを逆向きに戻すアイテム。レールから流れてくる他、スロットからも入手可能。
銅貨
1000点分のスコアが得られる。クエストのスロットからしか入手不可能。
銀貨
5000点分のスコアが得られる。クエストのスロットからしか入手不可能。
金貨
10000点分のスコアが得られる。クエストのスロットからしか入手不可能。
白金貨
50000点分のスコアが得られる。クエストのスロットからしか入手不可能。

## バーサスモード

### 概要
2人用。相手のデッドホールにジュエルストーンを送り込むモード。連鎖をすると相手におじゃまストーンを送ることができる。もし連鎖を起こされたら自分も連鎖を起こすことで、自分のレールにおじゃまストーンが流れてくるのを防ぐことができる。攻撃アイテムもあり、攻撃アイテムを消して連鎖させるとアイテムの効果がより強力になる。対戦前に制限時間やハンデ、アイテムの有無を細かく設定できる。最初一つしか選べないレールは10回対戦する毎に新しいレールが追加されていく（いずれもクエストからの流用）。

### アイテム
基本的にクエストの効果と同じ。タッチペンで位置を指定できるものと指定できないものがある。アイテムに直接ジュエルストーンを当てると効果が発動する。その後に連鎖できれば効果が強くなる。
スモーク攻撃
タッチペンのスライドで指定した位置にスモークをはることができる。スモークはタッチペンでこするかマイクに息を吹きかけることで消すことが可能。
柱攻撃
発射台の周囲にジュエルストーンを弾く柱を出現させる。位置の指定はできない。時間が経つと消滅する。
ウイルス攻撃
相手のマップにウイルスを送り込む。ウイルスはジュエルストーンに取り付いて一定時間でおじゃまストーンへと変えてしまう。ジュエルストーンを当てて消すことができる。
ブラックホール
相手のマップにブラックホールを出現させる。ブラックホールは近くを通るジュエルストーンを吸い込む。タッチペンのタッチで位置を指定できる。
ホワイトホール
相手のマップにホワイトホールを出現させる。ホワイトホールは近くを通るジュエルストーンの進行方向をねじ曲げてしまう。タッチペンのタッチで位置を指定できる。

## オプション
各種設定を行う。

### 設定
BGM
音量を4段階で設定でき、BGM無しでプレイすることも可能。
SE
効果音の設定。BGMと同様に設定できる。
振動
振動カートリッジ挿入時のみ、振動の有無を設定可能。
操作
クエストを全ステージ銀でクリアするとタッチ操作と砲台操作の切り替えが可能になる。
データクリア
データを初期化する。一度初期化すると復元できないので注意が必要。

### 体験版を送る
体験版を他のDSに送信できる。

### ヒトフデボーナス
GBAスロットに『通勤ヒトフデ』を挿入すると、同ソフト側に追加ステージとピースの送信ができる。「パズループ」側の全ての要素を楽しむ為には必要ない。

### スタッフ
特定の条件でスタッフロールゲームがいつでも遊べるようになる。

## その他
- ニンテンドーDSの上位機種ニンテンドーDS Lite（パールホワイトのみ）と同時発売になった唯一の任天堂ソフトである。本作よりパッケージや説明書の写真、CMなどにDS liteが採用された。
- CMでは、並んだジュエルストーンを消して連鎖させる様子をCGで表現した。ナレーションはhàl。
- タイトル画面ではタイトルロゴの部分にジュエルストーンが降ってきて溜まっていく。満タンになったあとはそのまま待つか下画面のボタンをタッチすればジュエルストーンを落とせる。
- 体験版はチャレンジのトレーニングのレベル49までとクエストの2までをプレイできる。体験版は発売当時DSステーションで配信され現在は試遊台でプレイできるほか、本作のカードを差したDSから他のDSへのダウンロードも可能。